# Карашина (Україна)
Кара́шина — село в Україні, у Селищенській сільській громаді Звенигородського району Черкаської області. Населення становить 616 осіб.
Карашина вперше згадується в люстрації Корсунського староства 1765 року. Площа 158,2 га. Назва походить від тюркської назви Кара су -«чорна вода» та монголоїдної «ши» — скеля, камінь. На давніх картах назва села — Карашин.
Через населений пункт проходить чорний шлях, що проклала татарва в Україну повз Черкаси, Корсунь, Київ, прямуючи до Львова. Саме біля Чорної скелі, яка розташована в селі, є один з трьох бродів, де можна в районі Корсуня перейти р. Рось. Село нині межує з землями Корсунь-Шевченківського державного історико-культурного заповідника.

Мешканці села брали участь у русі Київська Козаччина та в гайдамацьких повстаннях. Одне з урочищ у селі має назву Гайдамацьке.

У 20-х роках XX ст. в селі проживала Мак Ольга Нилівна — відома письменниця української діаспори, член Національної спілки письменників України.
У 2004 р. село газифіковано.

## Населення

### Мова
Розподіл населення за рідною мовою за даними перепису 2001 року:
| Мова       | Кількість | Відсоток |
| ---------- | --------- | -------- |
| українська | 604       | 98.05%   |
| російська  | 11        | 1.79%    |
| білоруська | 1         | 0.16%    |
| Усього     | 616       | 100%     |